# Joan Queralt Domènech
Joan Queralt Domènech (Barcelona, segle XX) és un periodista i escriptor català expert en el crim organitzat a nivell internacional.
Nascut a Barcelona, durant els anys setanta residí a Buenos Aires des d'on cobrí la informació política del Con Sud per a diversos mitjans espanyols. El 1973, les seves revelacions sobre la participació dels EUA al cop d'estat de Xile van ser reproduïdes per tota la premsa europea. Ha col·laborat en importants publicacions nacionals, d'Europa i d'Amèrica Llatina, com la Revista de Occidente, El Viejo Topo, El País, El Periódico de Catalunya, Diario 16, l'Avui, La Repubblica, La Opinión i Granta, entre d'altres. El 1989 comença un minuciós procés d'indagació del fenomen mafiós i centra les seves investigacions i treballs periodístics en el tema. Fruit d'això escriu i dirigeix el documental Jueces en tierra de mafia (1995) i els llibres, Crónicas mafiosas, Sicilia 1985-2005 (2006) i El enigma siciliano de Attilio Manca (2008), traduït a l'italià. Participa regularment en conferències, jornades i programes de ràdio i televisió relacionats amb el coneixement del fenomen criminal.
Un dels seus darrers llibres ha estat La Gomorra catalana (2011), una de les investigacions periodístiques més rigoroses realitzades fins ara sobre la presència de la Camorra a Catalunya.